# سوق التأمين الصحي
سوق التأمين الصحي في الولايات المتحدة، (بالإنجليزية: Health insurance marketplace)‏ والتي تسمى أيضًا بالبورصات الصحية، هي منظمات متواجدة في كل ولاية من الولايات الأمريكية، من خلالها يتمكن المواطنين من شراء التأمين الصحي الذي يتوافق مع قانون حماية المريض وقانون الرعاية الصحية الأمريكي، المعروف باسم أوباما كير، حيث يمكنهم الاختيار من بين مجموعة من خطط الرعاية الصحية الموحدة والخاضعة للتنظيم الحكومي والتي تقدمها شركات التأمين المشاركة في البورصة.
اعتمدت بورصات الرعاية الصحية الخاص بقانون الرعاية الصحية الأمريكي بالكامل وأصبحت جاهزة للعمل بحلول الأول من يناير 2014، وذلك بموجب القانون الفيدرالي. بدأت عملية التسجيل في الأسواق في الأول من أكتوبر 2013، واستمرت لمدة ستة أشهر. اعتبارًا من 19 أبريل 2014، مليون شخص سجلوا أسماءهم عبر أسواق التأمين الصحي . وانضم 4.8 مليون شخص إضافي إلى برنامج Medicaid. بدأ التسجيل للعام 2015 في 15 نوفمبر 2014، وانتهى في 15 ديسمبر 2014. اعتبارًا من 14 أبريل 2020، سجل قرابة11.41 مليون شخص عبر أسواق التأمين الصحي.
توجد أيضًا بورصات رعاية صحية خاصة غير تابعة لقانون الرعاية الميسرة في العديد من الولايات، وهي مسؤولة عن تسجيل 3 ملايين شخص. تسبق هذه البورصات قانون الرعاية الميسرة وتسهل خطط التأمين لموظفي الشركات الصغيرة والمتوسطة الحجم.

## الخلفية
تعمل بورصات التأمين الصحي في الولايات المتحدة على توسيع نطاق التغطية التأمينية مع السماح لشركات التأمين بالتنافس بطرق فعالة من حيث التكلفة ومساعدتها على الامتثال لقوانين حماية المستهلك . لأن البورصات ليست شركات تأمين بحد ذاتها، فهي لا تتحمل المخاطر بنفسها، ولكنها تعمل على تحديد شركات التأمين التي لديها الحق في المشاركة في البورصة. إن التبادل المثالي يعمل على تعزيز الشفافية و المساءلة التأمينية، ويسهل زيادة التسجيل وتقديم الدعم، ويساعد في توزيع المخاطر لضمان تقاسم التكاليف المرتبطة بالعلاجات الطبية الباهظة الثمن على نطاق أوسع بين مجموعات كبيرة من الناس، بدلاً من توزيعها على عدد قليل من المستفيدين. تستخدم بورصات التأمين الصحي التبادل الإلكتروني للبيانات (EDI) لنقل المعلومات المطلوبة بين البورصات وشركات التأمين، كشركاء تجاريين، وخاصة معاملة 834 لمعلومات التسجيل ومعاملة 820 لدفع الأقساط.

## التاريخ

بورصات التأمين الصحي حسب الولاية. [ بحاجة إلى تحديث

ظهرت البورصات الصحية لأول مرة في القطاع الخاص في أوائل الثمانينيات، حيث اعتمدت على الشبكات الحاسوبية لدمج إدارة المطالبات، والتحقق من الأهلية، والمدفوعات بين شركات التأمين. انتشرت هذه البورصات في بعض المناطق كوسيلة للشركات الصغيرة والمتوسطة لتجميع قوتها الشرائية في مجموعات أكبر، مما ساهم في خفض التكاليف. إضافة إلى ذلك، مكنت الشركات الصغيرة من تقديم مجموعة متنوعة من الخطط الصحية لموظفيها، مما عزز قدرتها على المنافسة مع الشركات الكبرى. كانت CaliforniaChoice، التي تأسست عام 1996، أكبر بورصة من هذا النوع قبل صدور قانون الرعاية الميسرة. وبحلول عام 2000، بلغ عدد أعضائها 140 ألف شخص ينتمون إلى 9000 شركة.[بحاجة لمصدر]
حافظ قانون أوباما كير على مفهوم تبادل التأمين الصحي باعتباره عنصرا أساسيا في الرعاية الصحية. صرح الرئيس أوباما بأنه ينبغي أن يكون «سوقًا حيث يمكن للأمريكيين التسوق في مكان واحد للحصول على خطة رعاية صحية، ومقارنة الفوائد والأسعار، واختيار الخطة الأفضل لهم، بنفس الطريقة التي يمكن بها لأعضاء الكونجرس وأسرهم القيام بذلك. لا ينبغي لأي من هذه الخطط أن تنكر التغطية على أساس حالة مرضية سابقة، ويجب أن تتضمن جميع هذه الخطط حزمة فوائد أساسية ميسورة التكلفة تشمل الوقاية والحماية من التكاليف الكارثية. أعتقد بقوة أن الأمريكيين يجب أن يكون لديهم خيار التأمين الصحي العام الذي يعمل جنبًا إلى جنب مع الخطط الخاصة. سيعطيهم هذا مجموعة أفضل من الخيارات، ويجعل سوق الرعاية الصحية أكثر تنافسية، ويحافظ على صدق شركات التأمين». على الرغم من أن مجلس النواب سعى إلى بورصة وطنية واحدة بالإضافة إلى خيار عام، إلا أن قانون حماية المريض وأوباما كير(ACA) كما تم إقراره استخدم البورصات القائمة على الولايات، وتم إسقاط الخيار العام في النهاية من مشروع القانون بعد أن لم يحصل على دعم مقاوم للعرقلة في مجلس الشيوخ . قد تختار الولايات الانضمام معًا لإدارة بورصات متعددة الولايات، أو قد تختار عدم إدارة بورصتها الخاصة، وفي هذه الحالة تتدخل الحكومة الفيدرالية لإنشاء بورصة لاستخدامها من قبل مواطنيها.
صودق على قانون أوباما كير في 23 مارس 2010, ونص على أن تبدأ بورصات التأمين الصحي عملياتها في كل ولاية في الأول من أكتوبر 2013. في السنة الأولى من التشغيل، كان التسجيل المفتوح في البورصات من 1 أكتوبر 2013 إلى 31 مارس 2014، وبدأت خطط التأمين التي تم شراؤها بحلول 15 ديسمبر 2013 في التغطية في 1 يناير 2014. بالنسبة لعام 2015، بدأ التسجيل المفتوح في 15 نوفمبر 2014، وانتهى في 15 فبراير 2015.
اعتبارًا من 3 يناير 2014، اختار 2 مليون شخص خطة صحية من خلال أسواق التأمين الصحي. بحلول 19 أبريل 2014، سجل 8.0 مليون شخص من خلال أسواق التأمين الصحي وانضم 4.8 مليون شخص إضافي إلى برنامج Medicaid. اعتبارًا من فبراير 2015، قام حوالي 11.4 مليون شخص بالتسجيل أو التجديد التلقائي لتغطية السوق لعام 2015. اليوم، تم إجراء أكثر من 1400 حدث توعية محلي في ولايات السوق التي تيسرها الحكومة الفيدرالية في جميع أنحاء البلاد.

### لوائح قانون حماية المريض والرعاية الميسرة
- يحظر على شركات التأمين التمييز ضد أي فرد أو فرض أسعار أعلى عليه بناءً على الظروف الطبية السابقة أو الجنس.[23]
- يُحظر على شركات التأمين تحديد سقف للإنفاق السنوي للمبالغ الدولارية على الفوائد الصحية الأساسية.[24]
- يجب أن تقدم جميع خطط التأمين الصحي الخاصة المقدمة في السوق الفوائد الصحية الأساسية التالية: الرعاية الطبية الخارجية، وخدمات الطوارئ، والاستشفاء (مثل الجراحة)، ورعاية الأمومة والمواليد الجدد، وخدمات الصحة العقلية وإدمان المخدرات، والأدوية الموصوفة، وخدمات إعادة التأهيل والتأهيل (الخدمات لمساعدة الأشخاص المصابين بإصابات أو إعاقات أو حالات مزمنة على التعافي)، والخدمات المعملية، والخدمات الوقائية والعافية، وخدمات طب الأطفال .[25]
- بموجب بند التفويض الفردي، الذي يُطلق عليه أحيانًا «متطلب المسؤولية المشتركة» أو «متطلب التغطية الدنيا الإلزامية»،[26] سيتم فرض عقوبة ضريبية سنوية على الأفراد غير المشمولين بسياسة تأمين صحي مقبولة بقيمة 95 دولارًا، أو ما يصل إلى 1% من الدخل فوق الحد الأدنى للتقديم،[27] سيرتفع هذا إلى حد أدنى قدره 695 دولارًا (2085 دولارًا للعائلات)،[28] أو 2.5% من الدخل فوق الحد الأدنى للتقديم،[27] بحلول عام 2016.[29][30] يتم فرض العقوبة بشكل متناسب، مما يعني أنه إذا كان لدى الشخص أو الأسرة تغطية لجزء من العام فلن يكونوا مسؤولين إذا افتقروا إلى التغطية لفترة تقل عن ثلاثة أشهر خلال العام.[31] يُسمح بالإعفاءات لأسباب دينية، أو لأعضاء وزارات تقاسم الرعاية الصحية، أو لأولئك الذين قد تتجاوز تكلفة السياسة الأقل بالنسبة لهم 8% من دخلهم.[32] كما يتم إعفاء المواطنين الأميركيين الذين يعتبرون مقيمين في دولة أجنبية بموجب قاعدة استبعاد الدخل المكتسب في الخارج التابعة لإدارة الإيرادات الداخلية.[33] في عام 2010، توقع المفوض أن شركات التأمين سوف توفر نموذجاً يؤكد التغطية الأساسية للأفراد ولإدارة الضرائب؛ وسوف يقوم الأفراد بإرفاق هذا النموذج بإقراراتهم الضريبية الفيدرالية. سيتم تقييم العقوبة على الإقرار الضريبي الفيدرالي الخاص بالأشخاص غير المشمولين بالتغطية. في صياغة القانون، فإن دافع الضرائب الذي يفشل في دفع الغرامة «لن يخضع لأي ملاحقة جنائية أو عقوبة» ولا يمكن فرض أي امتيازات أو رسوم على ممتلكاته، ولكن مصلحة الضرائب ستكون قادرة على حجب المبالغ المستردة من الضرائب في المستقبل منه.[34]

| الأشخاص في وحدة العائلة | 48 ولاية متجاورة والعاصمة | ألاسكا       | هاواي        |
| ----------------------- | ------------------------- | ------------ | ------------ |
| 1                       | 11,490 دولار              | 14,350 دولار | 13230 دولار  |
| 2                       | 15,510 دولار              | 19,380 دولار | 17,850 دولار |
| 3                       | 19,530 دولار              | 24,410 دولار | 22,470 دولار |
| 4                       | 23,550 دولار              | 29,440 دولار | 27,090 دولار |
| 5                       | 27,570 دولار              | 34,470 دولار | 31,710 دولار |
| 6                       | 31,590 دولار              | 39,500 دولار | 36,330 دولار |
| 7                       | 35,610 دولار              | 44,530 دولار | 40,950 دولار |
| 8                       | 39,630 دولار              | 49,560 دولار | 45,570 دولار |
| كل إضافية الشخص يضيف    | 4,020 دولار               | 5030 دولار   | 4,620 دولار  |

- في الولايات المشاركة، يتم توسيع أهليةبرنامح ميديكيد؛ جميع الأفراد الذين يصل دخلهم إلى 133٪ من خط الفقر مؤهلون للتغطية، بما في ذلك البالغين الذين ليس لديهم أطفال معالون.[36][37] ينص القانون أيضًا على "تجاهل الدخل" بنسبة 5٪، مما يجعل حد أهلية الدخل الفعلي 138٪ من خط الفقر.[38] يجوز للولايات اختيار زيادة حد أهلية الدخل بما يتجاوز هذا الحد الأدنى من المتطلبات.[38] كما هو مكتوب، حجب قانون أوباما كير جميع تمويل برنامج ميديكيد عن الولايات التي رفضت المشاركة في التوسع . ومع ذلك، قضت المحكمة العليا في قضية الاتحاد الوطني للأعمال المستقلة ضد سيبيليوس (2012) بأن هذا السحب للتمويل كان قسريًا بشكل غير دستوري وأن الولايات الفردية لها الحق في الانسحاب من توسيع البرنامج دون فقدان تمويله الموجود مسبقًا من الحكومة الفيدرالية. بالنسبة للولايات التي توسع البرنامج، ينص القانون على أن الحكومة الفيدرالية ستدفع 100% من تكاليف التوسع خلال السنوات الثلاث الأولى، ثم تخفض دعمها تدريجيًا إلى 90% بحلول عام 2020.[39][40] اعتبارًا من 25 أبريل 2013 لم تشارك خمس عشرة ولاية - ألاسكا، وألاباما، وجورجيا، وأيداهو، وإنديانا، وأيوا، ولويزيانا، وميسيسيبي، ونبراسكا، وكارولينا الشمالية، وأوكلاهوما، وكارولينا الجنوبية، وتكساس، وويسكونسن، وفيرجينيا - في توسيعه مع وجود عشر ولايات أخرى - كانساس، ومين، وميشيغان، ومونتانا، وميسوري، وأوهايو، وبنسلفانيا، وساوث داكوتا، ويوتا، ووايومنغ - تميل إلى عدم المشاركة.[41] [ بحاجة لتحديث ]
- يعمل قانون حماية المريض وأوباما كير على إزالة الحدود مدى الحياة والحدود السنوية من الخطط في تبادلات الفوائد الصحية الفردية. ويؤدي هذا فعليًا إلى إزالة سقف المخاطر المالية للأفراد في البورصات الفردية.[42]